# Державний кордон. Мирне літо 21-го року
«Мирне літо 21-го року…» (рос. «Мирное лето 21-го года …») — радянський двосерійний телевізійний художній фільм, поставлений на кіностудії «Білорусьфільм» у 1980 році режисером Борисом Степановим. Другий фільм телевізійного серіалу «Державний кордон».

## Сюжет
За завданням польської розвідки група бандитів переодягається в форму червоноармійців і робить напад на прикордонне радянське містечко. При цьому вони вбивають начальника особливого відділу Кравцова і ранять його дружину, яку згодом намагаються шантажувати. Завдяки заходам, вжитим головним героєм фільму — чекістом Гамаюном, ворожа розвідка була дезінформована і бандити знищені.

## У ролях
| Актор              | Роль                                                       |
| ------------------ | ---------------------------------------------------------- |
| Михайло Козаков    | Фелікс Едмундович Дзержинський                             |
| Олександр Денисов  | Іван Трохимович Гамаюн                                     |
| Анна Каменкова     | Галя (Галина Кравцова)                                     |
| Володимир Новіков  | Олексій Могилов, червоноармієць                            |
| Людмила Нільська   | Пані Ядвіга Ковальська                                     |
| Віктор Плют        | Селянин                                                    |
| Анатолій Рудаков   | Гоша Овсов, співробітник особливого відділу                |
| Володимир Січкарь  | Сергій Сергійович Клімов, співробітник особливого відділу  |
| Ігор Старигін      | Володимир Олексійович Данович                              |
| Олександр Безпалий | Степанченко солдат при Гамаюні                             |
| Петро Юрченков     | Василь Кравцов, начальник особливого відділу, чоловік Галі |
| Світлана Полякова  | Таня Кравцова, дочка Галі                                  |
| Юрій Горобець      | Пан Ярема, польський комендант прикордонної служби         |
| Юрій Дедович       | Заєць, ватажок бандитів                                    |
| Павло Кормунін     | Неграмотний солдат Агєєв                                   |
| Борис Руднєв       | бандит-садист                                              |
| Улдіс Лієлдіджс    | Дмитро Іванович, помічник Дзержинського                    |
| Олександра Зіміна  | Анфіса Олександрівна                                       |

## Знімальна група
- Автори сценарію — Олексій Нагорний, Гелій Рябов
- Режисер-постановник — Борис Степанов
- Оператор-постановник — Борис Оліфер
- Художник-постановник — В'ячеслав Кубарєв
- Композитор — Едуард Хагогортян